# Sättnaån

Sättnaån, å i Medelpad som rinner genom Holms och Sättna socknar. Ån avvattnar ett flertal mindre sjöar där Sulsjön i Holm brukar räknas som källsjö. Bland de större tillflödena finns Sulån och Bjärmebäcken. Strax efter sockengränsen till Selånger förenas Sättnaån med Kvarsättsbäcken. De förenade vattendragen byter nedströms namn till Selångersån och mynnar ut i  Bottenhavet i centrala Sundsvall. 
I Sättnaån finns bestånd av den ovanliga flodpärlmusslan. Ån är oreglerad. Historiskt har ån gett kraft till bland annat Sättna Kvarn och Nora Bruk. Sättnaån översvämmades efter ett dammbrott på morgonen den 11 september 2001. Många sommarstugeägare drabbades. 